# Юрьйо Саарела
Юрьйо Ерік Мікаель Саарела (фін. Yrjö Erik Mikael Saarela; нар. 13 липня 1884, Оулу, Велике князівство Фінляндське, Російська імперія (нині провінція Північна Пог'янмаа, Фінляндія) — 30 червня 1951, Лимінка, провінція Північна Пог'янмаа, Фінляндія) — фінський борець греко-римського стилю, чемпіон світу, чемпіон та срібний призер Олімпійських ігор.

## Життєпис

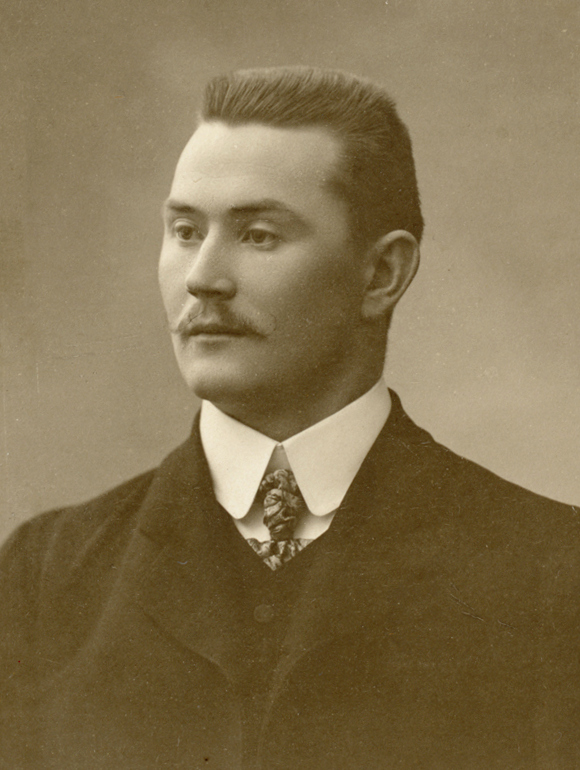
Юрьйо Саарела

Юрьйо Саарела поїхав на Олімпійські ігри 1908 року як один із головних фаворитів на олімпійську золоту медаль у напівважкій вазі та, перемігши чотирьох своїх опонентів, програв у фіналі свому співвітчизнику, чемпіону Позачергових Олімпійських ігор 1906 року Вернеру Векману і мусив задовольнитися сріблом. Вигравши титули у важкій вазі як на Чемпіонаті світу 1911 року, так і на Олімпійських іграх 1912 року, Саарела зарекомендував себе як найкращий у світі суперважкий борець-аматор на початку 1910-х років. Саарела також вигравав титули чемпіона Фінляндії у важкій вазі в 1908 і 1909 роках, але потім став професіоналом після Олімпіади 1912 року. Коротку професійну кар'єру Саарели перервала Перша світова війна, і після її завершення він повернувся на свою сімейну ферму та працював решту свого життя фермером. У 1920-х роках він також був тренером з боротьби клубу «Оулун Пирінтьо» та національної збірної Фінляндії з боротьби.

## Спортивні результати на міжнародних змаганнях

### Виступи на Олімпіадах
| Змагання                    | Збірна    | Вагова категорія                    | Місце  |
| --------------------------- | --------- | ----------------------------------- | ------ |
| Літні Олімпійські ігри 1908 | Фінляндія | греко-римська боротьба, до 93 кг    | Срібло |
| Літні Олімпійські ігри 1912 | Фінляндія | греко-римська боротьба, понад 82 кг | Золото |

### Виступи на Чемпіонатах світу
| Змагання                                    | Збірна    | Вагова категорія                    | Місце  |
| ------------------------------------------- | --------- | ----------------------------------- | ------ |
| Неофіційний чемпіонат світу з боротьби 1911 | Фінляндія | греко-римська боротьба, понад 83 кг | Золото |